# آلیسون کاکس
آلیسون کاکس (انگلیسی: Alison Cox؛ زادهٔ june ۵, ۱۹۷۹ (۴۵ سال)) از برندگان مدال‌های بازی‌های المپیک تابستانی و ورزشکار روئینگ اهل ایالات متحده آمریکا است.
وی در مسابقات کشوری و بین‌المللی در مجموع برندهٔ ۱ مدال طلا، ۱ مدال نقره، ۱ مدال برنز شده‌است.